# Bad Wolves
Bad Wolves es una banda estadounidense de metal alternativo formada en 2017, está integrado por el vocalista Daniel "DL" Laskiewicz (exguitarrista de The Acacia Strain), Doc Coyle (exguitarrista de God Forbid) y AJ Rebollo en guitarra rítmica (exguitarrista de Issues), Kyle Konkiel como bajista, respectivamente, y John Boecklin como batería.
La banda es conocida por su versión de la canción de The Cranberries "Zombie", la banda procedió a encontrar un mayor éxito con una serie de canciones que encabezaban la lista de canciones de Billboard Mainstream Rock, incluyendo "Remember When", "Killing Me Slowly" y "Sober". Hasta la fecha, la banda ha lanzado Cuatro álbumes de estudio, Disobey (2018), N.A.T.I.O.N. (2019), Dear Monsters (2021) y Die About It (2023).

## Historia

### Formación yDisobey(2017-2019)
La banda está compuesta por el vocalista Tommy Vext (ex-Divine Heresy, ex-Snot), el baterista John Boecklin (ex-DevilDriver), el guitarrista principal Doc Coyle (ex- God Forbid), el guitarrista rítmico Chris Cain  (ex-Bury Your Dead, ex-For the Fallen Dreams) y el bajista Kyle Konkiel (ex-In This Moment, Vimic ) y está dirigido por Zoltan Bathory de Five Finger Death Punch.
La banda anunció que lanzarán su álbum debut, Disobey, el 11 de mayo de 2018. En mayo de 2017, Bad Wolves lanzó su primer sencillo, "Learn to Live". En noviembre de 2017, Bad Wolves lanzó su segundo sencillo, "Toast to the Ghost". El 18 de enero de 2018, lanzaron un tercer sencillo, que era una versión de "Zombie" (originalmente de The Cranberries), que trazó en varias listas de Billboard. Se suponía que la cantante de The Cranberries, Dolores O'Riordan, iba a interpretar la canción junto a la banda, pero murió antes de poder grabarla. Un vídeo musical fue lanzado el 22 de febrero. La canción ha encabezado la lista Billboard Mainstream Rock Songs de los Estados Unidos.
La banda está de gira con Five Finger Death Punch, Shinedown, Breaking Benjamin y Starset en la primera mitad de 2018.

### N.A.T.I.O.N.y la salida de Vext (2019-2020)
El 26 de julio de 2019, la banda lanzó un nuevo sencillo titulado "I'll Be There" y anunció que publicarían un nuevo álbum, "N.A.T.I.O.N.", el siguiente 25 de octubre. Al mes siguiente, el 23 de agosto, lanzarían el siguiente sencillo, "Killing Me Slowly".
El 8 de enero de 2021, Vext anunció su salida de Bad Wolves, con la intención de lanzar su propia carrera en solitario. El 9 de enero, la banda emitió un comunicado oficial que decía: "Es cierto que Bad Wolves y el vocalista Tommy Vext se han separado. Los cuatro planeamos seguir haciendo música y un nuevo álbum está planeado para finales de este año. Tommy ha sido  gran parte de Bad Wolves y estamos agradecidos por sus aportes”.

### Llegada de Laskiewicz yDear Monstersy salida de Cain (2021-2022)
El 25 de mayo de 2021, Tommy Vext afirmó a través de su cuenta oficial de Facebook que Daniel "DL" Laskiewicz (ex guitarrista de The Acacia Strain) se había unido a Bad Wolves como su nuevo vocalista principal. Vext siguió con esto afirmando que "la banda tendrá que cambiar su nombre si no pagan por las canciones que escribí y la propiedad de mi marca registrada, pero de cualquier manera le deseo lo mejor a este tipo, supongo". La banda no respondió a las afirmaciones de Vext en ese momento. Poco más de una semana después, el 2 de junio de 2021, la banda anunció que Laskiewicz se había unido a la banda y que estaban trabajando en un nuevo álbum llamado Dear Monsters, que afirmaron que sería "el mejor álbum de Bad Wolves hasta la fecha". La banda también elaboró más sobre la salida de Tommy Vext, diciendo que "no están de acuerdo con la validez de gran parte de lo que ha dicho públicamente sobre nuestra separación de caminos, pero preferiríamos no mirar hacia atrás en el pasado y centrarnos en este nuevo capítulo". Y lo más importante, nos gustaría dejar que la música hable por sí misma".
El 14 de abril de 2022, el guitarrista Chris Cain anunció su salida de la banda a través de Instagram. Al mes siguiente, se anunció que Max Karon (de Once Human) se había unido a Bad Wolves como su nuevo guitarrista rítmico. Karon había trabajado previamente con Bad Wolves en sus primeros tres álbumes. El 28 de julio, la banda lanzó un EP titulado Sacred Kiss.

### Die About It(2023-presente)
En 2023, Doc Coyle comenzó de gira con Ice Nine Kills, reemplazando a Dan Sugarman. En julio, Max Karon anunció que ya no estará de gira con Bad Wolves, pero que seguirá ayudando con la composición. El 21 de julio, Bad Wolves lanzó su primer sencillo, "Bad Friend", de su cuarto álbum el cual será lanzado el 3 de noviembre de 2023.
A finales de enero de 2024, Bad Wolves dio la bienvenida oficialmente a la banda al ex guitarrista de Issues, AJ Rebollo, y Rebollo había realizado una gira con la banda en 2023 tras la salida de Max Karon. Junto con el anuncio, la banda dio a conocer su nueva canción, "Knife", que también incluye la voz de Rebollo.
El 2 de abril de 2025, el guitarrista Doc Coyle y el bajista Kyle Konkiel dejaron la banda. El exguitarrista Chris Cain regresó, mientras que Kevin Creekman, quien apareció en el video musical de la canción Killing Me Slowly, fue anunciado como el nuevo bajista. Creekman también tocó el bajo en la banda solista de Vext. Estos cambios dejan a Cain y Boecklin como los únicos dos miembros originales que quedan en la banda.

## Miembros
| Miembros actuales - Daniel "DL" Laskiewicz - voz principal (2021–presente) - Chris Cain - Voces, guitarra rítmica (2017–2022, 2025-presente) - AJ Rebollo - guitarra rítmica (2024–presente) - Kevin Creekman - bajo (2025–presente) - John Boecklin - batería, percusión (2017–presente) | Miembros anteriores - Tommy Vext - Voz principal (2017–2021) - Doc Coyle - guitarra, coros (2017–2025) - Max Karon - guitarra rítmica (2022–2023) - Kyle Konkiel - bajo (2017–2025) |

Línea del tiempo

## Discografía
Álbumes de estudio
- 2018: Disobey
- 2019: N.A.T.I.O.N.
- 2021: Dear Monsters
- 2023: Die About It